# John Pettit

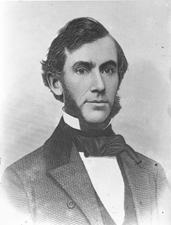
John Pettit

John Pettit, född 24 juni 1807 i Sackets Harbor, New York, död 17 januari 1877 i Lafayette, Indiana, var en amerikansk demokratisk politiker. Han representerade delstaten Indiana i båda kamrarna av USA:s kongress, först i representanthuset 1843-1849 och sedan i senaten 1853-1855.
Pettit studerade juridik och inledde sin karriär som advokat. Han flyttade till Tippecanoe County, Indiana. Han var ledamot av Indiana House of Representatives, underhuset i delstatens lagstiftande församling, 1838-1839. Han var därefter distriktåklagare 1839-1843. Efter tre mandatperioder i USA:s representanthus förlorade han sitt mandat i kongressvalet 1848.
Pettit var elektor i presidentvalet i USA 1852. Senator James Whitcomb avled 1852 i ämbetet och Charles W. Cathcart utnämndes till senaten fram till fyllnadsvalet. Pettit valdes sedan till senaten. Han lyckades inte bli omvald till en hel mandatperiod.
Pettit var domare i Indianas högsta domstol 1870-1877. Hans grav finns på Greenbush Cemetery i Lafayette.